# Mikrobryggeri

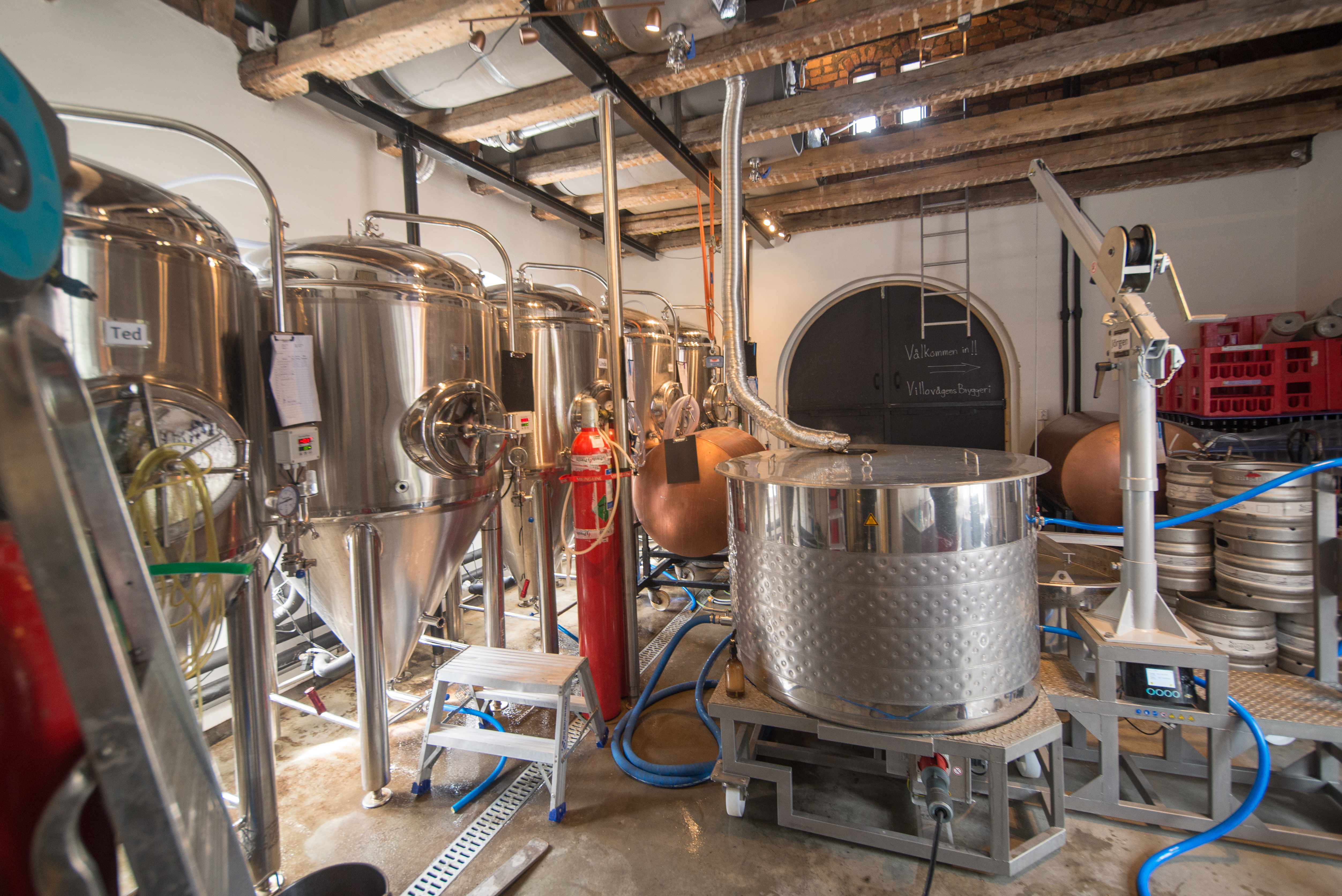
Villovägens bryggeri i Falun.

Ett mikrobryggeri är ett litet bryggeri som vid öltillverkningen använder hantverksmässiga metoder baserade på den klassiska bryggeritraditionen. De första svenska mikrobryggerierna etablerades runt 1995. Trenden med mikrobryggerier kommer från Storbritannien (se CAMRA) och USA, som en motreaktion till internationell lager och bryggerijättar som InBev. I USA är den maximala produktionsvolymen för ett mikrobryggeri 1 760 000 liter per år. I Sverige finns en regel som säger att ett mikrobryggeri inte får göra större satser än på 200 liter. Gör bryggeriet satser mindre än 50 liter kallas de nanobryggerier.
En viktig lag för de svenska mikrobryggerierna var att från 2008 fick de sälja produkter i närliggande systembolag, utan centralt inköpsbeslut. Innan dess sålde de vanligen bara till restauranger, eftersom Systembolaget då beslutade om inköp centralt och krävde viss volym. Före EU-inträdet fanns inte små vingårdar och mikrobryggerier i Sverige eftersom Systembolaget också hanterade all restaurangdistribution.

## Affärsmodeller
Inom mikrobryggerinäringen finns det flera affärsmodeller, förutom den vanligaste där bryggeriet brygger och säljer sina egna produkter finns nomadbryggerier och bryggerihotell. 
Ett nomadbryggeri har inget eget bryggeri utan använder ett mikrobryggeris överkapacitet och för att tillverka sitt öl. Detta gör att mikrobryggeriet kan utnyttja sin kapacitet till fullo och snabbare få tillbaka sin investering.
Bryggerihotell som till exempel De Proefbrouwerij i Belgien brygger inga egna öl eller mycket lite egen öl och hyr istället ut sin kapacitet till andra. Att hyra en mikrofabrik är också en alternativ affärsmodell för ett mikrobryggeri. 